# Maeda Nariyasu
Pour les articles homonymes, voir Maeda.
Maeda Nariyasu est un nom japonais traditionnel ; le nom de famille (ou le nom d'école), Maeda, précède donc le prénom (ou le nom d'artiste).
Maeda Nariyasu (前田 斉泰, 28 août 1811-16 janvier 1884) est un daimyo de la fin de l'époque d'Edo, à la tête du domaine de Kaga.

## Biographie
Nariyasu naît à Kanazawa en 1811, 2e fils du seigneur de Kaga, Maeda Narinaga. Son nom d'enfance est Katsuchiyo. Son père se retire en 1822 et transmet la position de chef de famille à Nariyasu (qui prend d'abord le nom d'adulte de Toshiyasu, 利康). Toutefois, Narinaga conserve le contrôle des affaires du domaine jusqu'à sa mort en 1824. En particulier, Nariyasu devient plus tard le premier seigneur de Kaga depuis Toshitsune à détenir le titre de cour de haut rang de chūnagon (« conseiller du milieu », 中納言). Après la mort de son père, Nariyasu prend le contrôle personnel du gouvernement de Kaga et met en œuvre une politique de réforme domaniale. Il est initialement favorable à une politique conservatrice, mais après l'arrivée du commodore Perry à Uraga, est partisan actif des politiques libérales et de la modernisation militaire dans son domaine de Kaga. Dans le cadre de cette politique, il fonde le chantier naval de Nanao (Nanao gunkanjo, 七尾軍艦所).
Nariyasu est impliqué dans l'essentiel de la politique centrée à Kyoto durant la période instable du bakumatsu. Il confie une partie de l'armée de Kaga à son frère et héritier adopté, Maeda Yoshiyasu, qui prend part à la défense du palais impérial pendant l'incident Kinmon de 1864. Cependant, Yoshiyasu n'engage pas vraiment le combat et après la défaite, choisit de fuir à Kyoto. Nariyasu, furieux, place Yoshiyasu  sous kinshin (à l'isolement), et ordonne aux deux karō de Kaga, Matsudaira Daini et Ōnoki Nakasaburō, de commettre seppuku. En accord avec Honda Masahito, gardien du château, il limite également les activités des samouraï pro-Sonnō jōi à la jōkamachi (ville-château) du domaine de Kaza, à savoir Kanazawa. Il se retire en 1866 et son frère Yoshiyasu lui succède, mais il conserve le contrôle personnel du domaine, avançant très prudemment vers des relations plus étroites avec les domaines de Satsuma et Chōshū. Sous la direction de Nariyasu, le domaine de Kaga se range à leur côté lors de la guerre de Boshin et prend part à l'action militaire de l'armée impériale dans la campagne d'Echigo.
En 1863, il fait construire la Seisonkaku à Kanazawa dans la préfecture d'Ishikawa comme maison de retraite pour sa mère Shinryu-in (眞龍院).
Nariyasu meurt en 1884 à l'âge de 72 ans ; il est enterré dans la préfecture d'Ishikawa.

## Famille
- Père : Maeda Narinaga (1782-1824)
- Frère : Maeda Yoshiyasu (1830-1874)

## Ouvrage publié à titre posthume
- (ja) Sarugaku menhai ron (申樂免廢論), Tokyo, Ishiguro Bunkichi (石黒文吉),‎ 1934.

## Source de la traduction
- (en) Cet article est partiellement ou en totalité issu de l’article de Wikipédia en anglais intitulé « Maeda Nariyasu » (voir la liste des auteurs).